# Acrostemon glandulosus
Acrostemon glandulosus là một loài thực vật có hoa trong họ Thạch nam. Loài này được Rach mô tả khoa học đầu tiên năm 1855.